# Flavor Of Life
《Flavor Of Life》是宇多田光的第18張單曲，於2007年2月28日發行，初動27萬張，累計銷量65萬張，為宇多田光近年的代表作之一。
《Flavor Of Life》歌曲的總下載量至今突破800萬次，為2007年總下載量日本第一、世界第二的歌曲。
至今為止，《Flavor Of Life》是日本最暢銷數碼單曲中排行第二，在亞洲歌手中排名第三，在全球最暢銷數碼單曲中則目前排行第28位。。

## 簡介
- 井上真央主演的TBS連續劇《花樣男子2》的形象歌曲及插入歌，自《SAKURA Drops》5年後再次成為劇集使用歌曲。劇集中使用的為CD中收錄的第二曲目《Flavor Of Life -Ballad Version-》。
- 宇多田光本人為原著漫畫的粉絲，因此特別為此劇集度身訂做樂曲，歌詞亦讓劇集的觀眾層較容易明白。
- 最初作品為原始版本（CD第一曲目），後來電視台希望要抒情版本，因此製作出「-Ballad Version-」供使用。

## 記錄
- 自《Be My Last》後1年5個月以來再次初登場獲得單曲銷量榜冠軍，並連續三星期高據銷量榜冠軍位置。2007年唯一獲得銷量榜連冠的單曲。自KAT-TUN的《Real Face》10個月以來、女性歌手自濱崎步的《Voyage》約4年5個月以來、本人自《光》約4年10個月以來再次連續三週1位的單曲。
- 2007年發售唯一次週銷量超過10萬的單曲。
- CD發售前的鈴聲下載次數錄得日本歌曲破紀錄的200萬次，發售後一個半月後下載總數達到558萬次。同年7月18日，英國EMI宣布本作的下載總數突破700萬次並成為當時全球數碼單曲銷量第1。2007年下載總數達720萬次，力壓蕾哈娜的歌曲《Umbrella》，但最後仍以10萬的微差敗給艾薇兒·拉維尼的《Girlfriend》，成為該年全球數碼銷量第2的單曲。2008年3月時達成818萬數碼下載銷量[2][3][4]。
- 「Original Version」繼去年的《Keep Tryin'》再次取得iTunes Store銷量年間1位。
- 合法下載銷量的強勢使實體CD銷量流失，最終實體銷量65萬張，自2002年的《traveling》後再次成為年間銷量第2單曲。
- 登場週數達45週，與《COLORS》並列為宇多田光本人登場週數最長的單曲。

## 收錄歌曲
| 曲序 | 曲目                                                 | 編曲                                                                                              | 时长 |
| ---- | ---------------------------------------------------- | ------------------------------------------------------------------------------------------------- | ---- |
| 1.   | Flavor Of Life                                       | 宇多田光                                                                                          | 4:47 |
| 2.   | Flavor Of Life -Ballad Version-                      | 宇多田光（編曲、弘樂編排）、Alexis Smith（編曲）、 富田謙（編曲、弘樂編排）、山本拓夫（弘樂編排） | 5:25 |
| 3.   | Flavor Of Life（Original Karaoke）                   |                                                                                                   | 4:49 |
| 4.   | Flavor Of Life -Ballad Version-（Original Karaoke）  |                                                                                                   | 5:25 |
| 5.   | Flavor Of Life -Antidote Mix-（CD Only Bonus Track） | Alexis Smith                                                                                      | 5:19 |

## 榜單與認證
| 榜單（2007年）                                    | 最高位置 |
| ------------------------------------------------- | -------- |
| 日本單曲週榜單（Oricon）                          | 1        |
| 日本單曲月榜單（Oricon）                          | 1        |
| 日本單曲年榜單（Oricon）                          | 2        |
| 日本單曲年榜單（iTunes）                          | 1        |
| 日本單曲年榜單（iTunes） - Ballad Version         | 9        |
| 日本單曲年榜單（RecoChoku）                       | 11       |
| 日本單曲年榜單（RecoChoku） - Ballad Version      | 2        |
| 日本付費音樂下載榜月榜單（RIAJ） - Ballad version | 1        |
| 日本付費音樂下載榜月榜單（RIAJ）                  | 1        |
| 世界下載年榜單（IFPI）                            | 2        |

| 地區                                         | 认证    | 认证单位/销量 |
| -------------------------------------------- | ------- | ------------- |
| 日本（日本唱片協會） 實體銷量                | 2× 白金 | 500,000^      |
| 日本（日本唱片協會） 片段下載                | 百萬    | 1,000,000^    |
| 日本（日本唱片協會） Ballad Version 片段下載 | 2× 百萬 | 2,000,000^    |
| 日本（日本唱片協會） 全曲下載                | 百萬    | 1,000,000^    |
| 日本（日本唱片協會） Ballad Version 全曲下載 | 3× 白金 | 750,000^      |
| 日本（日本唱片協會） PC下載                  | 白金    | 250,000^      |
| 日本（日本唱片協會） Ballad Version PC下載   | 金      | 100,000^      |
| *僅含認證的實際銷量 ^僅含認證的出貨量        |         |               |